# Ньїрагонго
Ньїрагонго — вулкан в африканських горах Вірунга за 20 км на північ від озера Ківу на прикордонній з Руандою конголезькій території. З 1882 року було зареєстровано щонайменше 34 виверження; при цьому бувало й так, що вулканічна активність безперервно тривала протягом багатьох років.

## Географія

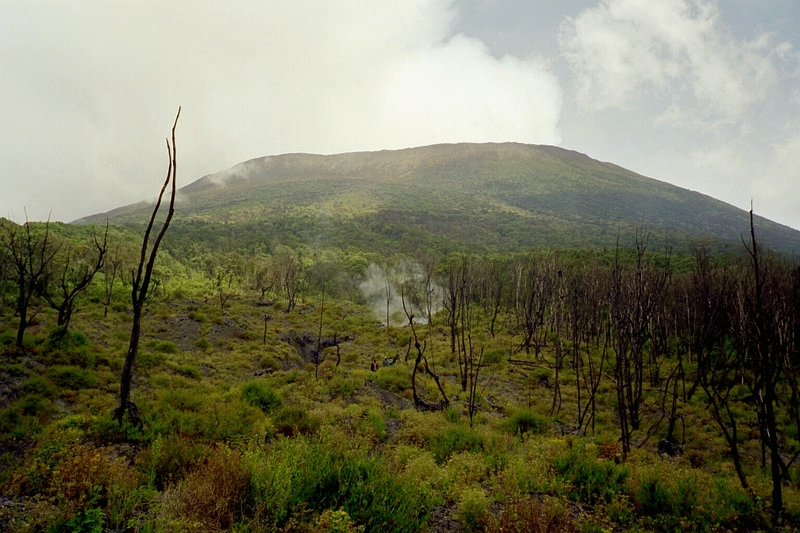
На вулкані Ньїрагонго

Головний кратер вулкана має 250 метрів у глибину і 2 км в ширину; у ньому іноді утворюється лавове озеро.
Лава Ньїрагонго надзвичайно рідка і текуча. Це наслідок особливого хімічного складу — вона містить дуже мало діоксиду кремнію. Тому потоки лави, які течуть по схилу вулкана, можуть досягати швидкості 100 км/год.
На Ньїрагонго і сусідньому вулкані Ньямлагіра сталося 40 % всіх спостережуваних вивержень в Африці.
Одне з найсильніших вивержень Ньїрагонго відбулося 1977 року; тоді від вогненних потоків загинуло кілька сотень людей. За період з 1882 року Ньїрагонго вивергався щонайменше 34 рази. Останнє руйнівне виверження вулкана Ньїрагонго відбулося 17 січня 2002 року, коли розпечена лава знищила 40 % міста Гома.